# Trismegistia dendroides
Trismegistia dendroides är en bladmossart som beskrevs av Theodor Carl Karl Julius Herzog 1916. Trismegistia dendroides ingår i släktet Trismegistia och familjen Sematophyllaceae. Inga underarter finns listade i Catalogue of Life.